# Tenisový turnaj žen ve Viña del Mar

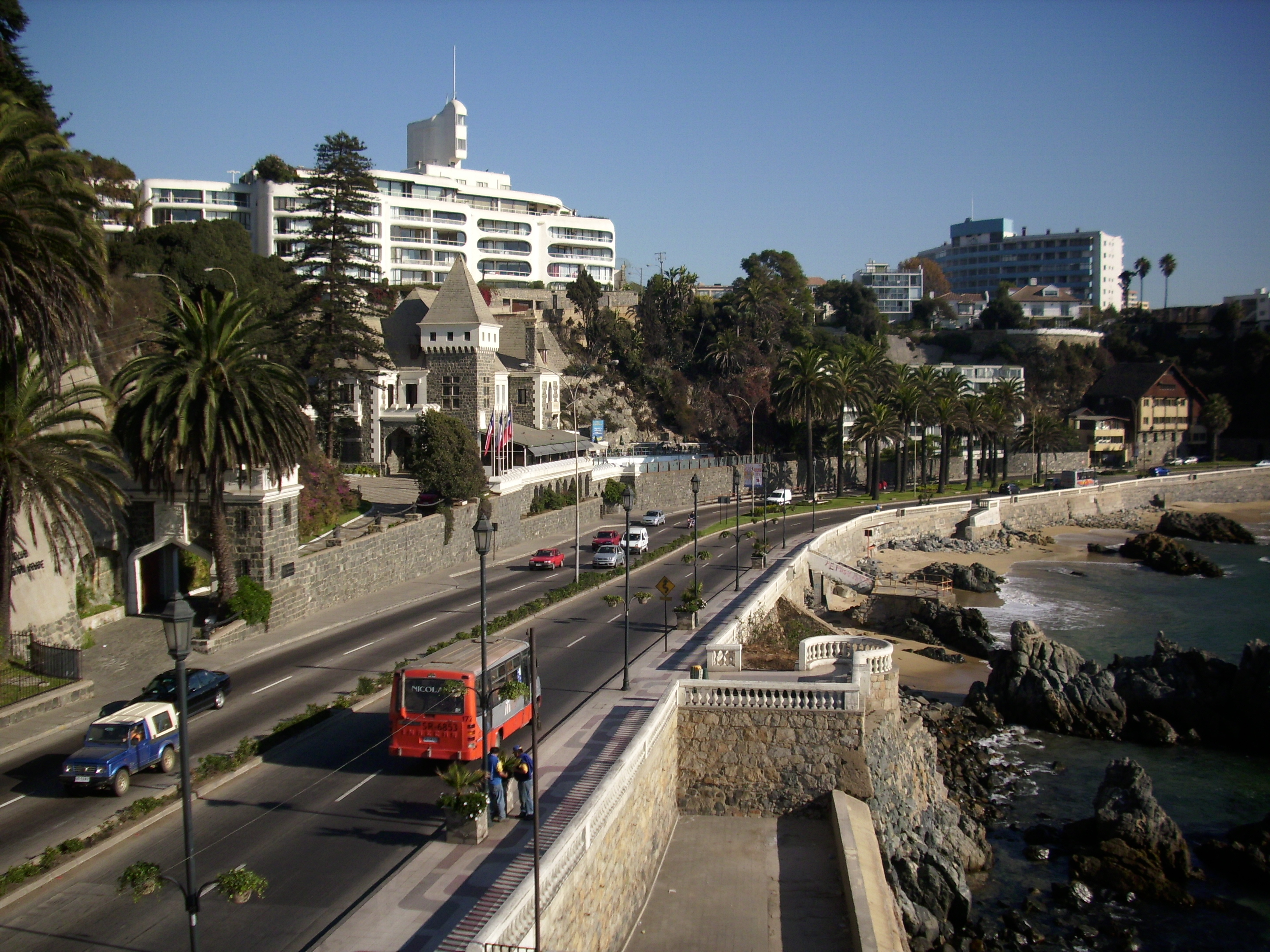
Chilské přímořské letovisko

Tenisový turnaj žen ve Viña del Mar je profesionální turnaj okruhu WTA, kategorie Tier III, pořádaný na otevřených antukových dvorcích v chilském přímořském letovisku Viña del Mar. Oficiální název turnaje je Cachantún Open.
Celková dotace turnaje je 200 000 USD.

## Výsledky finále

### Dvouhra
| Rok  | Vítězka            | Finalistka       | Výsledek     |
| ---- | ------------------ | ---------------- | ------------ |
| 2008 | Flavia Pennettaová | Klára Zakopalová | 6–4 5–4 ret. |

### Čtyřhra
| Rok  | Vítězky                            | Finalistky                         | Výsledek |
| ---- | ---------------------------------- | ---------------------------------- | -------- |
| 2008 | Liga Dekmeijereová Alicja Rosolská | Maria Korytcevová Julia Schruffová | 7–5, 6–3 |